# Aleuroviggianus adrianae
Aleuroviggianus adrianae  es una especie de insecto hemíptero de la familia Aleyrodidae y la subfamilia Aleyrodinae. Se distribuyen por el Paleártico circunmediterráneo y de Oriente Próximo.
Fue descrita científicamente por primera vez por Iaccarino en 1982.